# Tiff Needell
 Timothy "Tiff" Needell  va ser un pilot de curses automobilístiques britànic que va arribar a disputar curses de Fórmula 1.
Va néixer el 29 d'octubre del 1951 a Havant, Hampshire, Anglaterra.

## A la F1
Tiff Needell va debutar a la cinquena cursa de la temporada 1980 (la 31a temporada de la història) del campionat del món de la Fórmula 1, disputant el 4 de maig del 1980 el G.P. de Bèlgica al circuit de Zolder.
Va participar en un total de dues curses puntuables pel campionat de la F1, ambdues a la mateixa temporada (1980), no aconseguint finalitzar cap cursa i no assolí cap punt pel campionat del món de pilots.

## Resultats a la Fórmula 1
| Any  | Equip                 | Xassís  | Motor    | 1   | 2   | 3   | 4     | 5       | 6       | 7   | 8   | 9   | 10  | 11  | 12  | 13  | 14  | Posició | Punts |
| ---- | --------------------- | ------- | -------- | --- | --- | --- | ----- | ------- | ------- | --- | --- | --- | --- | --- | --- | --- | --- | ------- | ----- |
| 1980 | Marlboro Team McLaren | McLaren | Cosworth | ARG | BRA | SUD | O.USA | BEL Ret | MON NVQ | FRA | GBR | ALE | AUT | HOL | ITA | CAN | USA | -       | 0     |

### Resum
| Curses: | Victòries: | Pòdiums: | Poles: | Voltes ràpides: | Punts: |
| ------- | ---------- | -------- | ------ | --------------- | ------ |
| 2 (1)   | 0          | 0        | 0      | 0               | 0      |